# 巴基斯坦國家足球隊
巴基斯坦國家足球隊是巴基斯坦的國家足球代表隊，由巴基斯坦足球協會管理，現時屬於國際足協及亞洲足協成員國之一。巴基斯坦至今仍未參加過任何國際大賽的決賽週，無論在世界盃及亞洲盃外圍賽階段從未取得過出線資格。2007年，巴基斯坦足協召集了海外的8名有代表資格的血統球員加入國家隊，大部份都在英格蘭各級聯賽效力，但是如今仍在國腳之列的只剩下3人。當中後衛施特·列文是名氣最大的一位，他是一位出生在英國的巴基斯坦後裔，他出道於英格蘭超級足球聯賽球會富咸，2003-04英超賽季就有過出場紀錄，2004-05賽季他為富咸踢了17場英超賽事。

## 世界盃成績
- 1930年 至 1990年 - 未參加
- 1994年 至 2026年 - 外圍賽出局

## 亞洲盃成績
- 1956年 - 退出
- 1960年 - 外圍賽出局
- 1964年 - 未參加
- 1968年 - 外圍賽出局
- 1972年 - 外圍賽出局
- 1976年 - 退出
- 1980年 - 未參加
- 1984年 至 2023年 - 外圍賽出局